# Üçmurat, Doğubayazıt
Üçmurat là một xã thuộc huyện Doğubayazıt, tỉnh Ağrı, Thổ Nhĩ Kỳ. Dân số thời điểm năm 2011 là 111 người.